# Interceptor

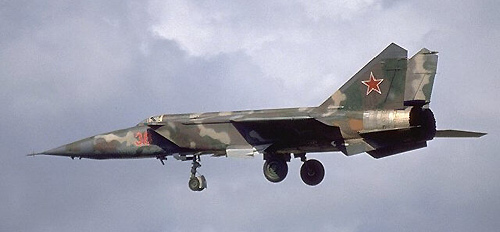
Interceptor Mikoian-Gurevici MiG-25 'Foxbat'

Un interceptor este un tip de avion de vânătoare conceput pentru a intercepta și distruge avioane inamice, în special bombardiere, de obicei bazându-se pe viteza mare de intercepție. Multe asemenea avioane au fost construite în perioadă imediat premergătoare celui al doilea război mondial până în anii 1960, când au devenit mai puțin importante din cauza trecerii de la bombardiere strategice la rachete balistice intercontinentale.

## Exemple de interceptoare
- F-101B Voodoo
- F-102 Delta Dagger
- F-106 Delta Dart
- F-14 Tomcat
- Avro CF-100
- Avro Arrow
- Tornado F3
- Mikoian-Gurevici MiG-25 'Foxbat' și MiG-31 'Foxhound'
- Suhoi Su-15 'Flagon'
- Tupolev Tu-28 'Fiddler'
- Yakovlev Yak-28 'Firebar'
- Lockheed YF-12